# Cyril Metoděj Lacina
Cyril Metoděj Lacina (5. července 1895 Velké Opatovice – 24. srpna 1920 Brno-Židenice) byl moravský fotbalista, sportovec, židenický mlynář, fotbalový mecenáš a zakladatel SK Židenice, dnešní Zbrojovky Brno. Byl nejprve činovníkem brněnského sportovního klubu SK Achilles a spoluzakladatelem, mecenášem a také hráčem (1913) fotbalového klubu SK Židenice. V roce 1910 zorganizoval první utkání v bandy hokeji v Brně mezi SK Moravskou Slavií Brno a SK Velké Meziříčí.

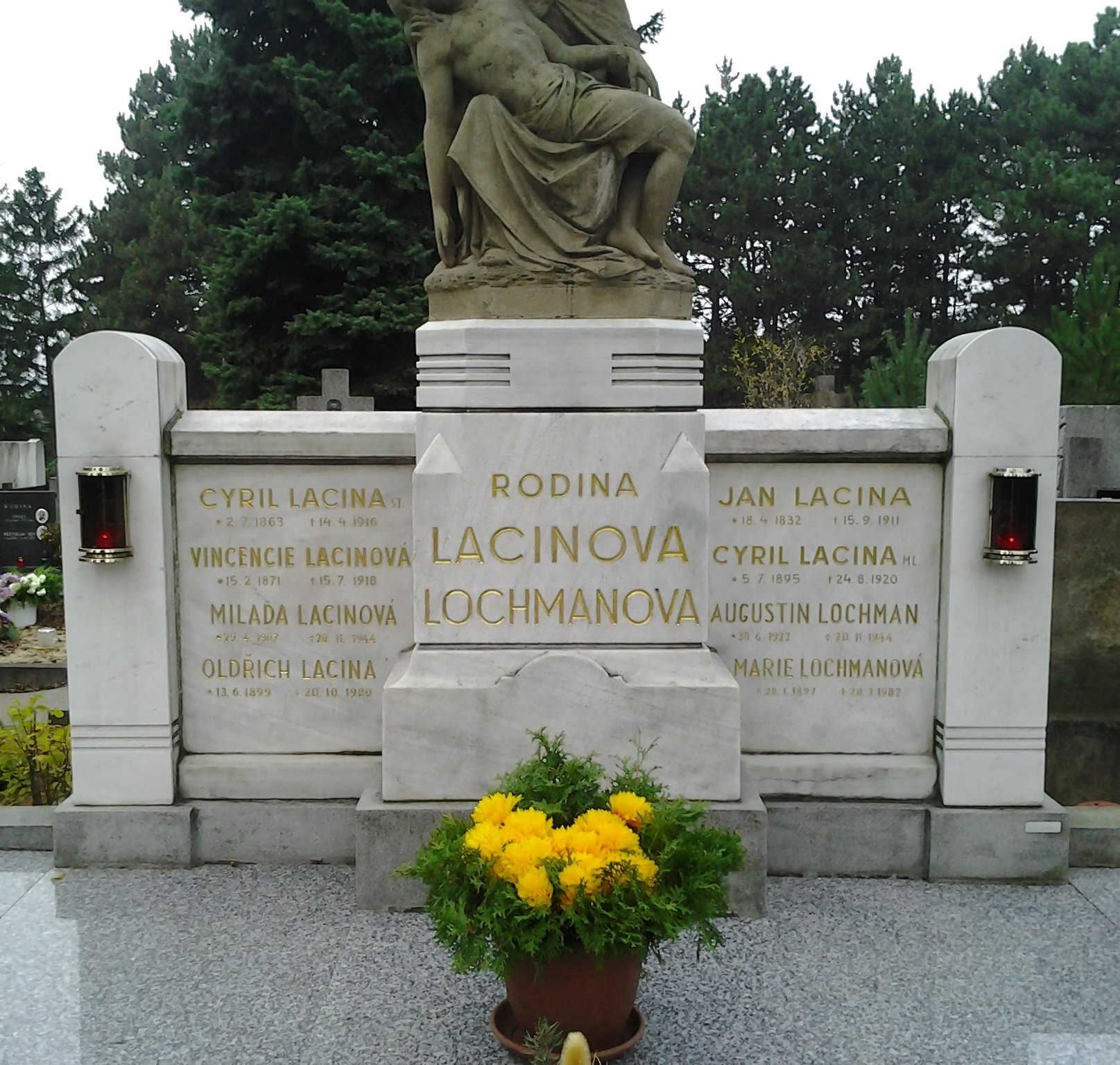
Hrob rodiny Lacinovy na hřbitově v Brně-Židenicích

Zemřel ve věku 25 let na tuberkulózu.
Byl synem Cyrila Metoděje Laciny staršího (2. července 1863, Velké Opatovice – 14. dubna 1916, Brno), jenž byl podnikatelem v mlynářství, spoluzakladatelem a prvním předsedou fotbalového klubu SK Židenice, založeného 14. ledna 1913. Byl majitelem mlýna ve Velkých Opatovicích, v roce 1906 jako majitel mlýna v Židenicích (dnes část Brna) požádal o zapsání firmy do obchodního rejstříku (sídlo firmy bylo na Staré osadě č. p. 43).